# Dragonauta
Dragonauta es una banda de doom metal formada en 1999.  Sus principales influencias son Black Sabbath, Saint Vitus, Electric Wizard y Black flag, entre otras. Con más de 10 años de carrera, Dragonauta ha grabado distintos demos, 2 splits con sus compatriotas stoners de Los Natas y los estadounidenses Abdullah y 4 LP propios: Luciferatu, Cabramacabra,  Cruz Invertida Y Omega Pentagram.

## Historia
Dragonauta se forma a mediados de 1999, cuando deciden orientar el sonido de la banda hacia un estilo con nula trascendencia (hasta el momento) en la escena under Argentina: el doom metal. Es así que la música de Dragonauta encuentra sus raíces en las bandas más pesadas de finales de los años 60 y principios de los 70's (primer Black Sabbath, Deep Purple, May Blitz, Necromandus, Monument, Flower Travellin' Band, High Tide, Blue Cheer, Pentagram, Orion's Beethoven, Pappo, El Reloj, Color Humano, etc), así como bandas que siguieron en los 80's y 90's, fieles a las viejas escuelas del rock pesado supervalvular (Saint Vitus, The Obsessed, Cathedral, Iron Man, Count Raven, Witchfinder General, etc), para dar lugar a una música verdaderamente pesada, oscura, funeraria, en marco roquero y hasta progresivo y psicodélico.
El primer show de Dragonauta tiene lugar el viernes 24 de septiembre de 1999 en Juan Grillo, junto a Los Natas. La banda sorprendió al público presente gracias a la pesadez de sus temas, que a su vez contaban con interminables zapadas etéreas, resaltando así su costado más psicodélico.
Ese mismo año, la banda graba su demo autotitulado de 4 temas, que posteriormente formó parte del Split junto a Los Natas, editado por el sello Argentino Icarus Records en 2000. Tras asegurarse un lugar en la desértica escena Stoner/Doom argentina, (escena que iría creciendo posteriormente a un ritmo intenso hasta la actualidad de la mano de Natas, Ararat, Humo del cairo, Hombre Humano, Soldati...), la banda graba el tema "Living Backwards" para el disco A Tímeles Tale..., un tributo a la banda Saint Vitus por parte del sello norteamericano RavenMoon Records. A la par el tema "Guardi n del Hongo" fue también incluido en el compilado Sacred Groove, editado por el sello mexicano Monstruo de Gila Records en 2001.
Tras el Split con Los Natas y el paso de shows y ensayos, la banda alcanza un cambio notorio en su música, matizando sus influencias más evidentes con toques de jazz, guitarras acústicas y voces menos melódicas pero más contundentes. 
En 2002 la banda alcanza por fin el disco debut de la mano del sello argentino Días de Garage Records. Luciferatu fue el título elegido para el LP que constó de 8 temas, entre los que se encontraron “Bruta Vu (Hijo Del Diablo)”, “Tomegapentagram” y “Superchrist”. El más que auspicioso debut fue recibido con buenas observaciones por parte de la prensa internacional especializada[cita requerida] (un ejemplo son las reviews en los sitios de Hellride Music o Stonerrock Chick), que notaban la evolución y la personalidad que había logrado alcanzar la banda.
Tras la grabación de Luciferatu, el guitarrista Hernán Espejo (ex "Vrede" y actual "Compañero Asma") se suma a la formación de Dragonauta como el quinto integrante, tras haber contribuido con los efectos de sonido en el debut de los "doombetas" de Buenos Aires.
Muchos más shows y muchos más ensayos le aportaron a la banda una contundencia envidiable, lo que le valió el respeto de la escena internacional, siendo considerados una de las bandas más ajustadas y originales recientemente aparecidas.[cita requerida]
En 2005, y nuevamente por DDG Records, Dragonauta participa de un split con la banda de Stoner/Doom Abdullah (nativos de Cleveland, Ohio). En el mencionado material, Dragonauta contribuye con 5 temas, de los cuales 3 fueron nuevas creaciones. Los 2 restantes fueron temas en vivo grabados en la Rock & Pop radio de Buenos Aires. 
Los nuevos temas mostraron una nueva evolución en la banda: ahora las canciones eran más directas y pesadas, con mucha influencia de la N.W.O.B.H.M., manteniendo la psicodelia, aunque en finas pinceladas.
Este segundo lanzamiento no solo superó al debut discográfico de la banda en muchos aspectos, sino que también fue fuertemente considerado por la prensa under internacional y generó además una gran expectativa acerca del próximo trabajo que la banda ofrecería.[cita requerida]
La segunda mitad de 2006 trajo consigo el lanzamiento de Cabramacabra, segundo disco de estudio de la banda.
Cabramacabra significó un cambio en el estilo, ya que mostraba a la banda tocando un Doom muy rápido y con pasajes thrashers, pero manteniendo la marcha casi funeraria que es constante en el estilo. 
El disco, de 11 canciones, es actualmente el más aclamado en la carrera de la banda y uno de los más festejados álbumes de Doom metal de los últimos años,[cita requerida] ya que muestra una fórmula refrescante al combinar el sonido y la oscuridad de Venom y Celtic Frost con la lírica propia de Mercyful Fate y la contundencia de Slayer. Gracias a “Cabramacabra”, Dragonauta hoy es catalogada como la banda de Doom más rápida del mundo.[cita requerida]
También en 2006, la banda grabó "Corvus Christi", un tema inédito y exclusivo para la película El Kuervo del director de cine under bizarro argentino Nicanor Loretti.
Hacia el fin del año, Martín Méndez (Bajo) y Hernán Espejo (Guitarra) dejaron la banda por motivos personales y musicales. Tras una relativamente corta búsqueda, la banda ha conseguido reemplazar a Espejo y Méndez con Alejandro Gómez (ex Gallo de Riña, actual Sarghuma Incoxis (enlace roto disponible en Internet Archive; véase el historial, la primera versión y la última).) en guitarras y Ariel Raguet en bajo, respectivamente. En los primeros meses de 2007, la banda grabó el tema de apertura del programa Tiempos Violentos de la Rock & Pop Radio de Buenos Aires, mientras prepara el sucesor de Cabramacabra, que verás por ahí durante el 2009: Cruz invertida.
Ya llegado el 2009, sale a la luz (desde las profundidades) "Cruz Invertida". Manteniendo siempre su faceta ritualista y psicodélica que bien los destaca del gentío, y con José "Topo" Armetta en bajo y voces (ex Massacre, Santoro, Eight Hands for Kali), junto a Patricio Claypole en la producción, logran un disco que se caracteriza por un sonido mucho más denso, cercano al más oscuro y riffero Black Sabbath, Celtic Frost y Electric Wizard (de hecho Cruz Invertida/Altar-Penumbra, tema n.º 5 del disco abre con el clásico riff de "Who are you?" de Sabbath) dejando atrás los ambientes más jazzeros y de guitarras españolas de sus discos anteriores. Se percibe el gran trabajo melódico y lírico de El Topo como cantante (letras en inglés y español conviven perfectamente), generando así canciones que serían clásicos con el tiempo, como "Muerte y Destrucción", "World of Violence" o "God Half Blind".
Entre 2009 y 2011 la banda se dedicó pura y exclusivamente a presentar el disco, tocando así casi todos los fines de semana, e incluso los días lunes en la recordada Nasty Mondays y los jueves en el ciclo Jueves Sabbathicos.
"Cruz Invertida" está destinado a ser un clásico, desde su sonido hasta sus letras y por el misticismo que generaba la banda en vivo.
Cruz invertida mantiene un fuz y un riffeado similar a cabramacabra, con el toque cuelgue del Topo, y un estiramiento de la "situación musical", diferencándolo del anterior, haciéndolo un tanto más stoner que heavy, y mucho más doom, denso y lento pero manteniendo el formato canción; para romper el mismo ya de una forma más animosa, y luego de casi dos años sin editar un disco y de tocar esporádicamente durante fines del 2011 y todo el 2012, lanzan al mundo Omega Pentagram al año siguiente; con los años y el devenir de sus creaciones se ha visto mutar el trazado de la banda, como un fluido eterno y etéreo que cambia de tono y forma, manteniendo un carácter similar que muuestra un gesto relativamente distinto y similar en cada situación: con Omega Pentagram fortalecen su lado más Psico y Space, cada vez más instrumental. Hay un dejo de "orquesta espacial". Cruz invertida es un eslavón esencial en la metamorfosis de la banda y especial denotación de su mutación constante, y de la influencia clara de cada ingreso y egreso de integrantes a la banda; es una transición muy visible entre el esquema previo (cabramacabra) y lo que fuera su siguiente disco. La misma formación pero un disco totalmente diferente a su predecesor, desde el sonido, la composición y la ejecución y hasta conceptualmente. Un giro perfecto, Dragonauta otra vez estaba un paso más allá de sus pares del género. Un disco casi instrumental en su totalidad, aunque el Topo vuelve a ganar en las partes cantadas, la banda suena muy ajustada, lista para llenar de riffes el eterno vacío. Con un Evildisnky y un Ghoulmez más que afilados, el disco cuenta con una catarata de riffes destinados a ser himnos. Se destacan "Frozen Nenputian Demons", "Nautilus 666" (con uno de los mejores duelos de guitarras gemelas que el Heavy Metal pudo haber dado en su historia), "Seven Rings of Saturn" y "Jupiterian Sword of Annihilation". No menos importante es el trabajo de Ariel Solito en la batería, con toda su clase y estilo al tocar, caracterizado por no ser un batero de heavy metal puro, le da el toque necesario a Dragonauta para no ser una banda más de metal. Los planetas se alinearon e iluminaron a 4 tipos que majestuosamente tallaron sobre piedra la composición del mal más químico y puro.
Omega Pentagram también es producido por Patricio Claypole en El Attic.
Al poco tiempo, a fines del 2014 decide alejarse el Topo y poco después lo haría Ariel Solito.
En 2015 entran a la banda Kurgan (ex Dead Rooster) en bajo y voz y Hellgros en batería.
En 2018 lanzaron a las plataformas de la red y presentan en vivo "Entropicornio", con participación en voz de Federico Wolman en una de sus canciones, quien cantara y formara parte de la banda años atrás ( Luciferatu, Cabramacabra...). Su disco más largo y. Con este último trabajo, además de mostrar una obra mucho más compleja e integral, unifican el color de su sonido, profundizan en el carácter de antología de sus canciones instrumentadas de forma fluida y orgánica componiendo un todo conciso, explotando la variabilidad de ritmo y color de forma más psicodélica y oscura, esquema ya vislumbrado en su arte de tapa: complejo, sintético y simbólico; junto con la música, generan la unidad artística en un estilo ya propio desde los comienzos, con un factor diferencial más en cada disco, no siendo este la excepción. Doom rápido, Doom psicodéico, Space Rcock, Heavy, y porqué no creando el Doom Sinfónico, condimentos que fueron agregando en su crecimiento para dejar de ser un eco de Sabbath y convertirse en representantes y creadores de un tañido particular en la escena nacional e internacional. Entropicornio se parece a Omega Pentagram pero más rebuscado, llama desde la misma galaxia pero desde otro rincón, moviendo más rapidamnte el hidrógeno; está muy emparentado con su anterior trabajo ya suscitado, tanto musical (en las afinaciones y algunos riffs característicos) como visualmente (en el arte de tapa: morfológicamente similar, con un diseño también esférico (entidad encapsulada - coral cerebro) como símbolo visual que da una intuición o sospecha de lo que se oirá pero termina sorprendiendo brutalmente similar pero con voces más guturales e integradas como sonido hermano de las guitarras, un color sonoro y paradigma de notas similar en cuanto que remiten a un ente espacial (uno se siente en órbita y despedido a un viaje sin fin al oír esta obra) no obstante mucho más extremo, visceral y cuelgue. Uno tras otro, en un viaje eterno y espiralado se alinean Orbital Coffins (7:28 ), Crystal Trident (10:42) y Entropic Cromlech (14:49), entre otros. Con el correr de los años y culminando el proceso de metamorfosis con esta última creación, han consolidado su sonido, solidificando su identidad, diferenciándose claramente y sobresaliendo de la escena musical.
En 2023 editan Entropicornio en formato físico, CD, a través del sello disembodied records.

## Miembros
- Dr. Evildinsky - Guitarras eléctricas y españolas / Parlante Derecho (1999 - presente)
- Ghoulmez - Guitarra Líder / Ruido / Parlante Izquierdo (2006 - presente)
- Hellgros - Baterías (2015 - presente)
- José "El Topo" Armetta - Voces y bajos (2008–2014) (2020-presente)

Exmiembros
- Martín Méndez - Bajo / Coros (1999-2006)
- Hernán Espejo - Guitarra Líder (1999-2006)
- Ariel Raguet - Bajo (2006-2008)
- Federico Wolman - Voces / Panderetas / Vibraslap (1999 - 2008 / 2015)
- Ariel Solito - Batería (1999 - 2015)
- Kurgan - Voz y Bajo (2015 - 2020)

## Discografía
Álbumes de estudio
- Luciferatu (2002)
- Cabramacabra (2006)
- Cruz Invertida (2010)
- Omega Pentagram (2013)
- "Entropicornio" (2018)

Split's/Demo's/Participaciones
- Dragonauta DEMO (1999)
- SPLIT Natas-Dragonauta (2000)
- Sacred Groove COMP. (2001)
- A Timeless Tale... COMP. (2001)
- Abdullah-Dragonauta Split (2005)

Videos
- 2002 - Tomegapentagram (Dir. Hugo García)
- 2004 - La Ramera del Diablo - live in Rock and Pop radio (Dir. Hugo García)
- 2009 - Muerte y Destrucción - Dir: Juan Olivares - Jugo VFX